# Cerna (Croacia)
Cerna es un municipio de Croacia en el condado de Vukovar-Sirmia.

## Geografía
Se encuentra a una altitud de 81 m s. n. m. a 252 km de la capital nacional, Zagreb.

## Demografía
En el censo 2011 el total de población del municipio fue de 4 595 habitantes, distribuidos en las siguientes localidades:
- Cerna - 3 791
- Šiškovci - 804

| Gráfica de población de Cerna 1857-2011                             |
|                                                                     |
| Según los censos de población de la oficina estadística de Croacia. |